# Szeverina
A Szeverina a Szeverin férfinév női párja.

## Gyakorisága
Az 1990-es években szórványos név, a 2000-es években nem szerepel a 100 leggyakoribb női név között.

## Névnapok
- január 8.[2]
- október 23.[2]